# Coupe du monde d'escalade de 1991
Navigation
2e édition 4e édition
La Coupe du monde d'escalade de 1991 consiste en une série de six compétitions d'escalade de difficulté. Elle se déroule entre le 26 avril et le 5 décembre 1991, en faisant étape dans cinq pays différents, et sur deux continents.
Cette troisième édition de la coupe du monde est organisée conjointement aux premiers championnats du monde.

## Présentation
La troisième édition de la Coupe du monde d'escalade est organisée par la Commission escalade de compétition de l'Union internationale des associations d'alpinisme (UIAA). Cette compétition qui s'étale sur plusieurs mois comprend cinq étapes européennes et une étape asiatique, cette dernière marquant le milieu du calendrier. Pour le classement général, les points des cinq meilleures manches sont cumulés, sur les six résultats possibles.
Il y a trois nouveautés dans le calendrier de la coupe du monde de 1991. Pour la première fois, le circuit de la coupe du monde passe deux fois par le même pays, l'Autriche. L'étape américaine est remplacée par une étape asiatique, dans la capitale du Japon. Au milieu du calendrier, le 2 octobre 1991, ont lieu les premiers championnats du monde d'escalade.

## Classement général
| Catégories | Or                     | Or         | Argent           | Argent     | Bronze           | Bronze     |
| ---------- | ---------------------- | ---------- | ---------------- | ---------- | ---------------- | ---------- |
| Difficulté | François Legrand (2)   | 380 points | François Lombard | 318 points | Yuji Hirayama    | 315 points |
| Difficulté | Isabelle Patissier (2) | 435 points | Susi Good        | 380 points | Robyn Erbesfield | 376 points |

## Étapes
La coupe du monde d'escalade 1991 s'est déroulée du 25 avril au 5 décembre 1991, repartie en six étapes comprenant une discipline.
| Dates             | Lieu            | Difficulté | Bloc     | Vitesse  |
| ----------------- | --------------- | ---------- | -------- | -------- |
| 26 avril 1991     | Wiener Neustadt | X          | -        | -        |
| 30 août 1991      | Clusone         | X          | -        | -        |
| 20 septembre 1991 | Innsbruck       | X          | -        | -        |
| 16 octobre 1991   | Tokyo           | X          | -        | -        |
| 31 octobre 1991   | Nuremberg       | X          | -        | -        |
| 5 décembre 1991   | Birmingham      | X          | -        | -        |
| Total : 6 étapes  |                 | 6 étapes   | 0 étapes | 0 étapes |

## Podiums des étapes

### Difficulté

#### Hommes
| Étapes       | Lieu                       | Or                   | Argent                                                        | Bronze                |
| ------------ | -------------------------- | -------------------- | ------------------------------------------------------------- | --------------------- |
| 26 avril     | Wiener Neustadt (Autriche) | François Legrand (3) | Severino Scassa                                               | Jean-Baptiste Tribout |
| 30 août      | Clusone (Italie)           | François Legrand (4) | Didier Raboutou                                               | Evgeny Ovchinnikov    |
| 20 septembre | Innsbruck (Autriche)       | Salavat Rakhmetov    | Yuji Hirayama François Legrand Ben Moon Jean-Baptiste Tribout | -                     |
| 16 octobre   | Tokyo (Japon)              | Yuji Hirayama        | François Lombard                                              | Jean-Baptiste Tribout |
| 31 octobre   | Nuremberg (Allemagne)      | François Legrand (5) | Jim Karn                                                      | Christoph Finkel      |
| 5 décembre   | Birmingham (Royaume-Uni)   | François Lombard     | Yuji Hirayama                                                 | Elie Chevieux         |

#### Femmes
| Étapes       | Lieu                       | Or                     | Argent                     | Bronze           |
| ------------ | -------------------------- | ---------------------- | -------------------------- | ---------------- |
| 26 avril     | Wiener Neustadt (Autriche) | Isabelle Patissier (4) | Lynn Hill                  | Nanette Raybaud  |
| 30 août      | Clusone (Italie)           | Susi Good              | Isabelle Patissier         | Luisa Iovane     |
| 20 septembre | Innsbruck (Autriche)       | Nanette Raybaud (5)    | Robyn Erbesfield Susi Good | -                |
| 16 octobre   | Tokyo (Japon)              | Robyn Erbesfield (3)   | Nanette Raybaud            | Susi Good        |
| 31 octobre   | Nuremberg (Allemagne)      | Isabelle Patissier (5) | Robyn Erbesfield           | Nanette Raybaud  |
| 5 décembre   | Birmingham (Royaume-Uni)   | Isabelle Patissier (6) | Susi Good                  | Robyn Erbesfield |

## Autres compétitions mondiales de la saison

### Championnats du monde d'escalade 1991

#### Difficulté

##### Hommes
| Étapes    | Lieu                  | Or               | Argent        | Bronze            |
| --------- | --------------------- | ---------------- | ------------- | ----------------- |
| 2 octobre | Francfort (Allemagne) | François Legrand | Yuji Hirayama | Guido Köstermeyer |

##### Femmes
| Étapes    | Lieu                  | Or        | Argent             | Bronze           |
| --------- | --------------------- | --------- | ------------------ | ---------------- |
| 2 octobre | Francfort (Allemagne) | Susi Good | Isabelle Patissier | Robyn Erbesfield |

#### Vitesse

##### Hommes
| Étapes    | Lieu                  | Or           | Argent        | Bronze           |
| --------- | --------------------- | ------------ | ------------- | ---------------- |
| 2 octobre | Francfort (Allemagne) | Hans Florine | Jacky Godoffe | Kairat Rakhmetov |

##### Femmes
| Étapes    | Lieu                  | Or                 | Argent      | Bronze             |
| --------- | --------------------- | ------------------ | ----------- | ------------------ |
| 2 octobre | Francfort (Allemagne) | Isabelle Dorsimond | Agnès Brard | Venera Chereshneva |